# Menonia
Menonia is een geslacht van rechtvleugeligen uit de familie krekels (Gryllidae). De wetenschappelijke naam van dit geslacht is voor het eerst geldig gepubliceerd in 1936 door George.

## Soorten
Het geslacht Menonia  is monotypisch en omvat slechts de volgende soort:
- Menonia cochinensis (George, 1936)